# 李克坚
李克坚（1969年6月—），男，汉族，河南伊川人，江西省委党校研究生学历。中华人民共和国政治人物。曾任江西省体育局局长，现任中共赣州市委副书记、市长。

## 简历
1989年毕业于吉安师专体育系体育专业；
2011年6月任吉安县县长；2016年3月，任中共吉安县委书记；
2019年10月，任吉安市副市长；2021年9月，任中共吉安市委常委、常务副市长；
2022年1月，任江西省体育局局长；
2022年7月，转任中共赣州市委副书记、市长。